# 까일러이현
까일러이현(베트남어: Huyện Cai Lậy / 縣該禮)은 베트남 메콩강 삼각주 띠엔장성의 현이다.

## 행정 구역
까일러이현은 16개의 사를 관할하고 있다.

### 사
- 빈푸 사 (Xã Bình Phú, 平富社)
- 껌선 사 (Xã Cẩm Sơn, 錦山社)
- 히엡득 사 (Xã Hiệp Đức, 協德社)
- 호이쑤언 사 (Xã Hội Xuân, 會春社)
- 롱띠엔 사 (Xã Long Tiên, 隆先社)
- 롱쭝 사 (Xã Long Trung, 隆中社)
- 미롱 사 (Xã Mỹ Long, 美隆社)
- 미타인박 사 (Xã Mỹ Thành Bắc, 美城北社)
- 미타인남 사 (Xã Mỹ Thành Nam, 美城南社)
- 흥우히엡 사 (Xã Ngũ Hiệp, 五協社)
- 프인 사 (Xã Phú An, 富安社)
- 푸끄엉 사 (Xã Phú Cường, 富强社)
- 푸뉴언 사 (Xã Phú Nhuận, 富潤社)
- 땀빈 사 (Xã Tam Bình, 三平社)
- 떤퐁 사 (Xã Tân Phong, 新豊社)
- 타인록 사 (Xã Thạnh Lộc, 盛祿社)